# Sofja Sidorowa
Sofja Sidorowa (ur. 7 sierpnia 1904 w Jakucku, zm. 23 stycznia 1951 tamże) – radziecka jakucka polityk, przewodnicząca Prezydium Rady Najwyższej Jakuckiej Autonomicznej SRR w latach 1938–1947.

## Życiorys
W 1923–1924 instruktorka żeńskiego wydziału jakuckiego komitetu okręgowego RKP(b), 1924-1928 studiowała na Komunistycznym Uniwersytecie Robotników Wschodu, 1928–1929 kierownik wydziału Komitetu Obwodowego WKP(b) w Jakucku, 1929–1931 kierownik wydziału kultury i propagandy Bulunskiego Okręgowego Komitetu WKP(b), 1931–1932 przewodnicząca komisji ds. pracy i bytu kobiet przy Centralnym Komitecie Wykonawczym Jakuckiej ASRR, 1932–1934 sekretarz obwodowej rady związków zawodowych w Jakucji, 1934–1937 zastępca kierownika wydziału organizacyjnego Centralnego Komitetu Wykonawczego Jakuckiej SRR, 1937–1938 zastępca przewodniczącego tego komitetu, równocześnie na wyższych kursach Budownictwa Radzieckiego przy Centralnym Komitecie Wykonawczym ZSRR, w 1938 stała przedstawicielka Jakuckiej ASRR przy Prezydium WCIK. Od lipca 1938 do marca 1947 przewodnicząca Prezydium Rady Najwyższej Jakuckiej ASRR. Następnie na emeryturze.
Odznaczona Orderem Czerwonego Sztandaru Pracy.